# موناستیرسکایا پاشنیا
موناستیرسکایا پاشنیا (به لاتین: Monastyrskaya Pashnya) یک منطقهٔ مسکونی در روسیه است که در استان آرخانگلسک واقع شده‌است.